# Camille Janssen
Camille Janssen, född 5 december 1837 i Liège, död 10 april 1926, var en belgisk jurist och kolonial administratör.
Janssen tjänstgjorde 1872–75 vid belgiska beskickningen i Konstantinopel, var 1875–78 president i internationella domstolen i Alexandria, därefter belgisk generalkonsul 1879–82 i Bulgarien och 1882–85 i Kanada samt sändes i augusti 1885 som kung Leopold II:s representant till den nyss förut upprättade Kongostaten, där han organiserade förvaltningen, särskilt tull- och skatteväsendet. 
Åren 1889–90 var Janssen Kongostatens generalguvernör och var sedan till 1893 anställd vid Kongoregeringen i Bryssel som chef än för dess justitie-, än för dess finansdepartement. Han blev 1894 generalsekreterare för det då nyupprättade Institut colonial international i Bryssel.

## Utmärkelser
- Kommendör av Leopoldsorden

[Redigera Wikidata]